# زیرمجموعه (شرکت)
زیرمجموعه (به انگلیسی: Division) به بخشی از یک کسب‌وکار، شرکت یا سازمان تجاری بزرگ گفته می‌شود، که در صورت همراستا بودن زمینه فعالیت‌ها، از نظر قانونی مسئولیت کلیه تعهدات و بدهی‌های آن بخش یا زیرمجموعه، بر عهده شرکت اصلی می‌باشد.
در سازمان‌های بزرگ زیرمجموعه‌ها، هر یک از بخش‌های مجزا تشکیل شده‌اند که به‌طور معمول در حوزه‌های مختلفی فعالیت می‌نمایند، که شرکت تابعه خوانده می‌شوند. تفاوت زیرمجموعه‌ها با شرکت‌های تابعه نیز در همراستا نبودن زمینه فعالیت با شرکت مادر خلاصه می‌شود.
در بعضی مواقع زیرمجموعه ممکن است یک ابر شرکت یا شرکت با مسئولیت محدود باشد، که خود از شرکت‌های فرعی دیگر تشکیل شده یا خود از شرکت‌های تابعه و نام‌های تجاری مختلف، تشکیل شده باشد.
برای نمونه می‌توان از شرکت اچ‌پی نام برد، که از زیرمجموعه‌ها، برندها و شرکت‌های تابعه فراوانی تشکیل می‌شود. از زیرمجموعه‌های اچ‌پی می‌توان به بخش رایانه (که خود از زیرمجموعه‌های مختلفی تشکیل شده‌است، مانند لپ‌تاپ، رایانه رومیزی، رایانه شخصی، قطعات کامپیوتر و...)، پرینتر (که خود شامل زیرمجموعه‌های پرینتر لیزری و پرینتر جوهرافشان است)، تلفن همراه و اسکنر اشاره نمود، که همگی آنها از نام تجاری اچ‌پی برای محصولات خود استفاده می‌کنند، ولی کامپک که یک شرکت تابعه از اچ‌پی محسوب می‌شود (و نه زیرمجموعه آن)، از برند مجزا برای محصولاتش استفاده می‌نماید.
نمونه‌ای دیگر از این نوع، شرکت صنایع سنگین ماک است، که در زمینه تولید کامیون و خودروهای سنگین فعالیت می‌کند و یکی از شرکت‌های تابعه ولوو به‌شمار می‌آید، ولی شرکت ولوو تراکس که یک زیرمجموعه از ولوو محسوب می‌شود، محصولاتش را با نام تجاری ولوو به بازار عرضه می‌نماید.